# Sándor Kallós
Sándor Kallós (ros. Шандор Эрнестович Каллош, Szandor Erniestowicz Kałłosz; ur. 23 października 1935) – radziecki i rosyjski kompozytor muzyki filmowej węgierskiego pochodzenia. Absolwent Konserwatorium Moskiewskiego.

## Wybrana muzyka filmowa

### Filmy animowane
- 1973: Wyspa
- 1973-74: Przygody Munhausena
- 1974: Dam Ci gwiazdkę z nieba
- 1979: Jak lisica zająca doganiała
- 1980: Dziewczynka i niedźwiedź
- 1981: Bezdomne duszki
- 1995-1997: Małpki (seria 6-7)